# Sabaf
Sabaf S.p.A. è una società multinazionale con sede a Ospitaletto, in provincia di Brescia. È uno dei principali produttori mondiali di componenti per apparecchi domestici per la cottura a gas e per il lavaggio, con una quota di mercato stimata di circa il 50% in Europa e di circa il 10% a livello mondiale.
Dal 1998 è quotata alla Borsa Valori di Milano con la sigla SAB nell'indice FTSE Italia Small Cap e, dal 2001, anche in quello FTSE Italia STAR.

## Storia

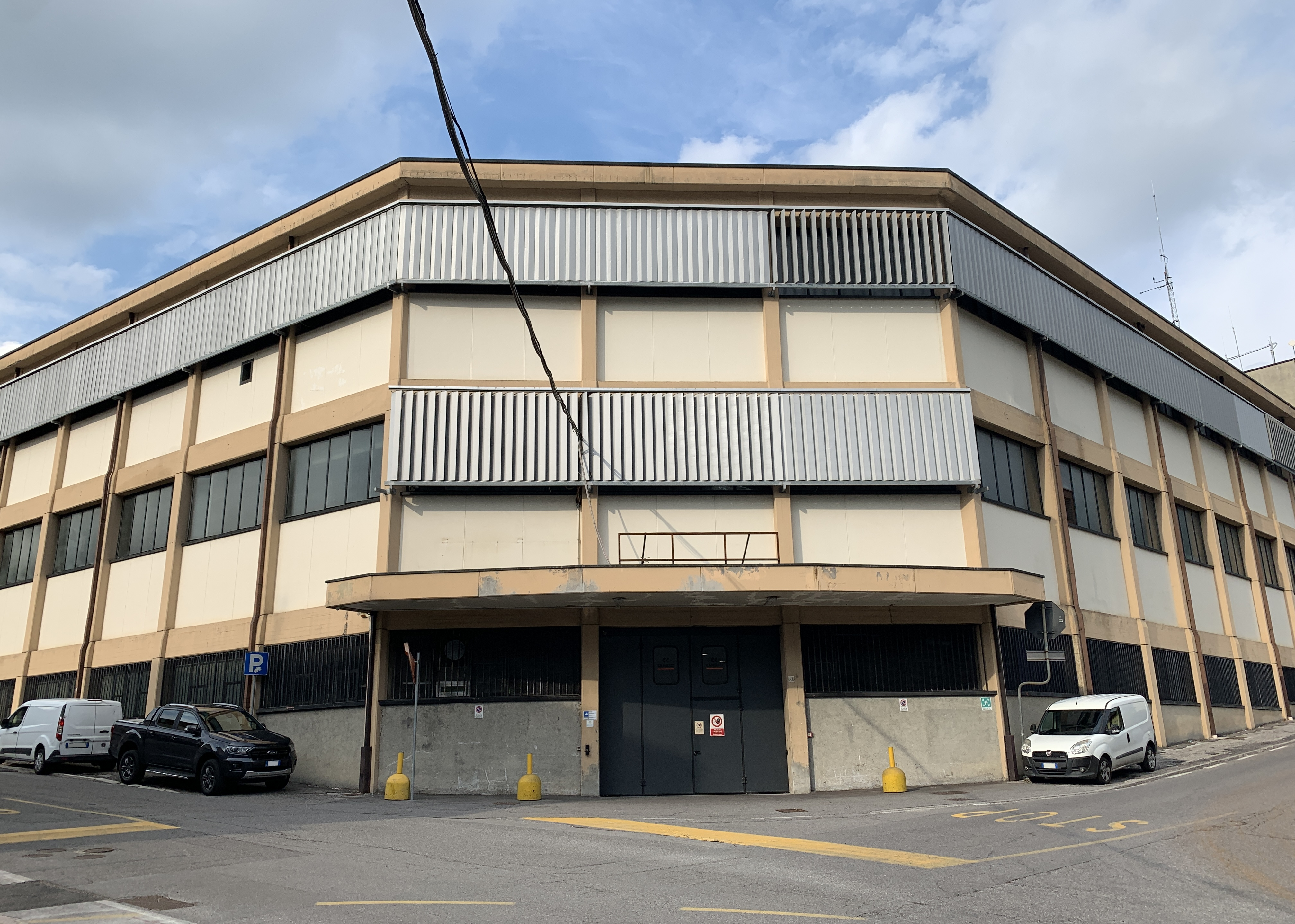
Sede originale di Sabaf a Lumezzane

Nel 1950 Giuseppe Saleri con il padre e i fratelli fonda a Lumezzane la società di fatto Saleri Battista e Figli, produttrice di rubinetti sanitari, rubinetti per l'erogazione del gas e ricambi di autoveicoli.
Gli anni Cinquanta sono gli anni del boom economico italiano. In questo periodo la domanda di apparecchi a gas da parte delle famiglie italiane aumenta vertiginosamente e Sabaf decide di concentrare la produzione sulla rubinetteria a gas abbandonando quella ad acqua.
Il 1972 Sabaf rinnova completamente i macchinari adottando tecnologie all'avanguardia.
Nel 1981 Sabaf brevetta un nuovo bruciatore gas che permette di rivoluzionare la produzione degli apparecchi di cottura finali, consentendo di ridurre sensibilmente la profondità degli stessi e consentendo così la diffusione capillare di piani cottura da incasso. Sabaf diventa fornitore dell'intera gamma dei componenti per apparecchiature a gas di cottura a uso domestico.
Nel 1993 Sabaf ottiene la certificazione del Sistema Qualità secondo la norma ISO 9001 e avvia un processo di riassetto azionario e organizzativo che porterà alla quotazione al sistema telematico della Borsa Italiana e alla concentrazione della proprietà nelle mani di Giuseppe Saleri.
Nel 1997 Sabaf apre un ufficio di rappresentanza a Shanghai (Cina),  dove il mercato inizia ad espandersi e a richiedere prodotti di qualità europea.
Il 1998 è l'anno della quotazione alla Borsa Italiana. Questo passo sancisce formalmente la netta separazione tra la proprietà e la gestione della società, affidata a un gruppo di manager esterni alla famiglia Saleri.
Nell'ottobre del 2000 Sabaf acquisisce Faringosi Hinges S.r.l. di Bareggio, società attiva nella produzione di cerniere per le porte di forni, lavatrici e lavastoviglie.
Nel 2001 la società inizia la produzione di bruciatori in Brasile. Nel 2002 si sposta dalla sede originaria di Lumezzane ed inaugura la nuova sede di Ospitaletto.
Nel luglio 2018 acquisisce, con una valutazione preliminare di 26,9 milioni di euro, la Okida, leader in Turchia nella progettazione, produzione e vendita di schede elettroniche per elettrodomestici.
Nel luglio 2023 la società acquisisce il 51% di Mec (Mansfield Engineered Components) con sede a Mansfield, Ohio, principale produttore nordamericano di cerniere per elettrodomestici, per 10,5 milioni di dollari. In questo modo il gruppo Sabaf, che già controlla C.M.I. e Faringosi Hinges, diventa leader mondiale delle cerniere per elettrodomestici. L'acquisizione realizzata con un aumento di capitale di 17,3 milioni di euro, sottoscritto interamente dalla Montinvest di Fulvio Montipò, presidente e fondatore di Interpump Group.

## Organizzazione e governance
Il gruppo opera in oltre 50 paesi attraverso società produttive e commerciali in Italia e all'estero (Brasile, Turchia, Cina), tutte controllate al 100% dalla capogruppo.
- Sabaf S.p.A., capogruppo, produce rubinetti e bruciatori
- Faringosi Hinges, produce cerniere
- Sabaf do Brasil, avviata nel 2001 a Guarulhos (San Paolo) è attiva nella produzione di bruciatori per il mercato sudamericano. Nel 2008 la sede si è trasferita a Jundiaí
- Sabaf Turchia dalla fine del 2012 produce bruciatori

Le società controllate in Messico, Stati Uniti e Cina sono strettamente commerciali; nel 2014 Sabaf avvia la produzione in Cina di bruciatori destinati al mercato locale.
Sabaf possiede anche un ufficio di rappresentanza in Polonia e una società che si occupa della gestione del patrimonio immobiliare.

## Premi e riconoscimenti
- 2003 Sabaf vince il primo premio INTEL DESIGN per il bruciatore tripla corona Dual
- 2004 Sabaf ottiene l'Oscar di Bilancio[6] per il bilancio integrato
- 2005 Sabaf vince il primo premio INTEL DESIGN per la gamma di bruciatori Serie III
- 2013  Sabaf ottiene l'Oscar di Bilancio[6] per il bilancio integrato